# Perú en los Juegos Paralímpicos de Atlanta 1996
La participación de Perú en los Juegos Paralímpicos de Atlanta 1996 fue la tercera actuación paralímpica del país. La delegación peruana estuvo compuesta por 3 atletas que compitieron en 2 deportes.

## Deportistas
Los deportistas peruanos que participaron en Atlanta 1996 fueron:
| - Halterofilia (1): - Juan Chávez (Potencia). | - Natación (2): - Jimmy Eulert. - Augusto Vásquez. |

## Detalle por deporte

### Halterofilia
| Atleta      | Evento | Final | Final    |
| Atleta      | Evento | Total | Posición |
| ----------- | ------ | ----- | -------- |
| Juan Chávez | 75 kg  | 135   | 5        |

### Natación
| Atleta          | Evento                | Preliminar | Preliminar | Final   | Final          |
| Atleta          | Evento                | Tiempo     | Posición   | Tiempo  | Posición       |
| --------------- | --------------------- | ---------- | ---------- | ------- | -------------- |
| Jimmy Eulert    | 50 metros braza S3    | 58.64      | 4          | 1:00.35 | 5              |
| Jimmy Eulert    | 50 metros libre S3    | 55.98      | 1          | 51.95   | Medalla de oro |
| Jimmy Eulert    | 100 metros libre S3   | 2:11.83    | 7          | 2:11.56 | 7              |
| Augusto Vásquez | 50 metros braza S5    | 54.41      | 11         | ——      | ——             |
| Augusto Vásquez | 50 metros libre S5    | 49.12      | 12         | ——      | ——             |
| Augusto Vásquez | 50 metros mariposa S5 | 1:02.77    | 9          | ——      | ——             |
| Augusto Vásquez | 100 metros libre S5   | 1:46.63    | 9          | ——      | ——             |
| Augusto Vásquez | 200 metros libre S5   | ——         | ——         | 3:44.05 | 7              |